# Кулешов, Лев Владимирович
Лев Влади́мирович Кулешо́в (1 [13] января 1899, Тамбовская губерния, Российская империя — 29 марта 1970, Москва, СССР) — советский кинорежиссёр, сценарист, теоретик кино, педагог. Народный артист РСФСР (1969). Профессор ВГИКа (1939). Автор монтажных экспериментов «Эффект Кулешова», «Творимая земная поверхность», «Творимый человек».

## Биография

Титульный лист книги «Основы кинорежиссуры» 1941 года издания с автографом автора А. И. Анненскому

Родился в 1 (13) января 1899 года в Тамбовской губернии в имении деда. Отец, Владимир Сергеевич Кулешов, был сыном помещика. Против отцовской воли он поступил в Московское училище живописи, ваяния и зодчества, которое окончил по классу профессора Иллариона Прянишникова. Вернувшись в имение, женился на сельской учительнице из соседней деревни, воспитаннице сиротского дома Пелагее Шубиной. Через некоторое время в семье родился первенец Борис, впоследствии инженер-электрик, умерший в годы Великой Отечественной войны. К тому времени, когда родился Лев Кулешов, его дед разорился и пустил имение «с молотка». Вскоре семья переселилась в Тамбов, где отец устроился в земскую управу.
Лев Кулешов учился в Тамбовском реальном училище имени Александра II. В 1911 году умер его отец. В 1914 году вместе с матерью он переехал в Москву к брату, который учился и одновременно работал на Московской электростанции. Продолжая учёбу в Московском реальном училище, с помощью брата устроился в студию художников Ефимова, Рогена и Сидамон-Эристави, где познакомился с Львом Никулиным и Александром Вертинским. Занимался также в студии художника Ивана Смирнова. По окончании Московского реального училища поступил в Училище живописи, ваяния и зодчества, но не окончил его. Как он писал в воспоминаниях: «…доучивался я уже потом, в жизни». Пытался получить работу в каком-нибудь из московских театров. В 1916 году по знакомству поступил художником на кинофабрику Александра Ханжонкова. Позже признавался: «…о кино я тогда совершенно не думал и пошёл на студию без всякой охоты». У Ханжонкова Кулешов встретился с режиссёром Евгением Бауэром, который во многом повлиял на его понимание кинематографического искусства. Поставил декорации к фильмам Бауэра «Король Парижа», «Набат», «За счастьем». Выступал в качестве актёра.
В 1918 году дебютировал в качестве режиссёра фильмом «Проект инженера Прайта». В ходе монтажа сделал для себя несколько открытий — прежде всего возможность монтажного совмещения разных мест действия в единое («Творимая земная поверхность»). После этого совместно с Витольдом Полонским поставил фильм «Песнь любви недопетая», по собственному признанию, ничем особенно не примечательный.
Вскоре по приглашению Владимира Гардина возглавил секцию хроники и перемонтажа Всероссийского фотокиноотдела Наркомпроса. К этому периоду относится его монтажный эксперимент, впоследствии получивший название «эффект Кулешова». Суть эффекта заключается в том, что одни и те же кадры в монтажной взаимосвязи приобретают разный смысл.
Летом 1919 года вместе с оператором Эдуардом Тиссэ снимал хронику боевых действий на Восточном фронте Гражданской войны. В марте 1920 года, вернувшись с фронта, стал в качестве гостя посещать недавно открывшуюся Госкиношколу. В мае 1920 года организовал учебную мастерскую, в которой занимались упражнением двигательных способностей натурщика. Киновед Николай Иезуитов писал:

Кулешов рассматривал киноактёра как совершенную инженерную конструкцию, которая должна производить целесообразные движения. Изучению техники и механики этих движений он придавал первостепенное значение, мечтая обуздать действия экранных персонажей точными алгебраическими формулами.
В июне 1920 года по заданию Реввоенсовета Западного фронта вместе с кинооператором Петром Ермоловым снимал хронику боевых действий, а также игровые сцены с участием учеников киношколы Александры Хохловой, Леонида Оболенского и Александра Рейха. Из этих материалов смонтировал агитфильм «На красном фронте». После этого, раздобыв немного киноплёнки, провёл три монтажных эксперимента «Творимая земная поверхность», «Творимый человек» (создание монтажного образа женщины) и «Танец» (монтажная съёмка танца), в которых снимались Александра Хохлова и Леонид Оболенский.
В январе 1923 года, покинув киношколу в силу разногласий с новым директором Василием Ильиным, организовал собственную экспериментальную кинолабораторию, «коллектив Кулешова». В него входили Всеволод Пудовкин, Борис Барнет, Леонид Оболенский, Сергей Комаров, Владимир Фогель, Порфирий Подобед, Пётр Галаджев, Александра Хохлова. Первой работой коллектива стал фильм «Необычайные приключения мистера Веста в стране большевиков» (1924). Лев Кулешов вспоминал:

…картину по темпу, монтажу, фотографии и трюкам удалось сделать на уровне заграничной продукции и этим доказать, что советские фильмы могут быть сняты не кустарно, а профессионально.
Следующей постановкой коллектива был «Луч смерти» (1925), задуманный как демонстрация его всесторонних возможностей и прежде всего различных актёрских трюков. В 1926 году на экраны вышел фильм «По закону», снятый по рассказу Джека Лондона «Неожиданное» в одной декорации и с тремя актёрами. Будучи сторонником этого фильма, главный редактор газеты «Кино» Александр Курс написал специально для Александры Хохловой сценарий «Журналистка» («Ваша знакомая»). По словам Кулешова, в фильме не было традиционной драматургии, он был построен по принципу показа «потока жизни», где камера внимательно следила за происходящим. «Журналистку» сочли неудачей. Режиссёру поставили условие — не снимать Хохлову.
В 1928 году на кинофабрике «Межрабпом-Русь» Кулешов снял приключенческий фильм «Веселая канарейка», который пользовался большим успехом у зрителя, но в то же время был обруган критикой за формализм и пошлость. Резкой критике подвергся и следующий фильм «Два-Бульди-два» (1929), действие которого развивалось в цирке в годы Гражданской войны. Исправлять его Кулешов отказался, и за него это сделала Нина Агаджанова-Шутко.
Порвав с «Межрабпомфильмом», Кулешов принял предложение Госкинопрома Грузии снять историко-революционный фильм «Паровоз Б-1000» по сценарию Сергея Третьякова. Однако по разным причинам постановка не была завершена, и Кулешов вернулся в Москву.
В 1931 году ему поручили съёмки одного из первых звуковых фильмов «Горизонт». Постановка требовала тщательной разработки звукозрительных сочетаний, поэтому в режиссёрском сценарии он применил метод графической записи звука. Работая над этим фильмом, Кулешов старался не потерять достижений немого кино и в то же время использовать звук как новое качество, которое рождается от его сочетания с изображением. Одновременно со съёмками «Горизонта» он оказывал творческую помощь немецкому режиссёру Эрвину Пискатору, снимавшему на «Межрабпомфильме» «Восстание рыбаков». В 1932 году вернулся к преподавательской деятельности на кафедре режиссуры Государственного института кинематографии.
В конце 1933 года на экраны вышел «Великий утешитель» по сценарию Александра Курса, написанному по мотивам биографии О. Генри. Этот фильм был снят методом предварительных репетиций, позволившим тщательно выверить сценарий. Кулешов писал:

Метод предварительных репетиций — это реабилитация актёра. Это удар по халтуре в кино. Предварительные репетиции дают возможность киноактёру под руководством режиссёра наиболее полно раскрыть образ. Срепетировав будущий фильм в системе заложенных в нём образов, и режиссёр и актёр вырываются из плена случая и априорно умозрительных построений.
В январе 1934 года Кулешов приступил к работе над сценарием «Кража зрения» по одноимённому рассказу Льва Кассиля о судьбе неграмотной крестьянки, сбежавшей в город от преследований кулака и прозревающей по мере овладения грамотой. Фильм был снят с применением репетиционного метода к концу 1934 года, но вскоре запрещён за формализм и смыт.
В 1935 году Кулешов получил приглашение в Таджиккино для постановки первого среднеазиатского звукового фильма. В основу сценария, написанного Осипом Бриком, лёг роман таджикского писателя Садриддина Айни «Дохунда». Небольшая часть натуры была снята в Средней Азии, а павильоны — в Москве. Весной 1937 года весь отснятый материал был доставлен в Сталинабад, где Кулешов планировал осуществить монтаж. Без его ведома несмонтированные сцены — с дублями и кусками технического брака — были показаны на сессии Верховного Совета Таджикской ССР и вызвали у депутатов недоумение. В газете «Коммунист Таджикистана» вышла статья, в которой авторы фильма подверглись критике за безнравственность и искажение действительности. Из Москвы поступило распоряжение «картину прекратить, отснятый материал положить на полку».
После этого Кулешов сосредоточился на работе во ВГИКе, написал учебник «Основы кинорежиссуры», который был издан в 1941 году и впоследствии переведён на многие языки мира. В нём чётко, наглядно и доступно для начинающих кинематографистов изложена «азбука практики и теории режиссёрской работы».
В 1940 году Кулешову поручили постановку фильма «Сибиряки» о сибирских школьниках, отыскавших трубку Сталина, которую тот курил в ссылке в Туруханском крае, и мечтавших во что бы то ни стало вернуть её владельцу. При сдаче «Сибиряков» председатель кинокомитета Иван Большаков предложил ему исправить — переснять и смонтировать — фильм «Случай в вулкане». В своих воспоминаниях Кулешов писал:

…работа по режиссёрской консультации этой картины осталась в наших воспоминаниях как дело в творческом и этическом плане неприглядное и неприятное.
В первый день войны, 22 июня 1941 года, режиссёр получил распоряжение кинокомитета совместно с Аркадием Гайдаром в пятнадцать дней написать сценарий «Клятва Тимура». Съёмки проходили под Ульяновском. Работа над фильмом была завершена в 1942 году в Сталинабаде, куда эвакуировалась киностудия «Союздетфильм». В 1943 году Кулешов снял лирическую киноповесть «Мы с Урала» о работе молодёжи в тылу. Фильм получил разрешительное удостоверение, но на экраны не вышел, вероятно, в силу своей стилистики, лишённой всякой патетики. Не дошла до зрителя и новелла «Учительница Карташова», снятая Кулешовым для Боевого киносборника «Юные партизаны».
В 1944 году Кулешова назначили директором ВГИКа. В 1945 году он вступил в ВКП(б). В 1946 году получил учёную степень доктора искусствоведения и был назначен заместителем директора по творческим вопросам, а также заведующим кафедрой кинорежиссуры ВГИКа. В 1968 году вместе с Александрой Хохловой набрал шестую послевоенную мастерскую. Среди его учеников Тенгиз Абуладзе, Анатолий Вехотко, Виктор Георгиев, Камара Камалова, Георгий Натансон, Вячеслав Никифоров, Андрей Хржановский. В 1969 году Семён Райбурт снял о своём мастере фильм «Эффект Кулешова».
«Мы делаем картины — Кулешов сделал кинематографию», — написали ученики в предисловии к книге учителя «Искусство кино (мой опыт)», изданной в 1929 году. Киновед Наум Клейман так оценил его роль:

Не отбрасывая опыт Протазанова и Бауэра, ничуть не принижая значения открытий Эйзенштейна, Вертова и Пудовкина, историк может утверждать, что родоначальником «героической эпохи» русского кино был Кулешов. Он рано осознал свою роль и исполнял её, как положено истинному интеллигенту: трудолюбиво и скромно, не требуя наград и привилегий, кроме права работать по-своему и говорить с публикой своим голосом.
Лев Кулешов умер в Москве 29 марта 1970 года на 72-м году жизни. Похоронен на Новодевичьем кладбище (уч. 1) рядом с новым захоронением Павла и Сергея Третьяковых; там же похоронена Александра Хохлова, пережившая мужа на пятнадцать лет.

## Учёные степени, звания и награды
- Заслуженный деятель искусств РСФСР (1935)
- Кандидат искусствоведения, профессор (1939)
- Доктор искусствоведения (1946)
- Народный артист РСФСР (1969)
- Орден Ленина (1967)
- Орден Трудового Красного Знамени (14.04.1944)

## Фильмография

### Режиссёрские работы
- 1917 — Сумерки (совместно с А. Громовым)
- 1918 — Проект инженера Прайта
- 1919 — Песнь любви недопетая
- 1920 — На красном фронте
- 1924 — Необычайные приключения мистера Веста в стране большевиков
- 1925 — Луч смерти
- 1926 — По закону
- 1927 — Ваша знакомая
- 1928 — Весёлая канарейка
- 1929 — Два-Бульди-два
- 1931 — Сорок сердец
- 1932 — Горизонт
- 1933 — Великий утешитель
- 1934 — Кража зрения
- 1936 — Дохунда
- 1940 — Сибиряки
- 1941 — Случай в вулкане
- 1942 — Клятва Тимура
- 1942 — Учительница Карташова (короткометражный)
- 1943 — Мы с Урала (совместно с Александрой Хохловой)

### Актёрские работы
- 1917 — За счастьем — Энрико
- 1917 — Чёрная любовь
- 1920 — На красном фронте — житель прифронтовой полосы
- 1925 — Луч смерти — эпизод

### Сценарии
- 1918 — Проект инженера Прайта
- 1920 — На красном фронте
- 1930 — Саша
- 1932 — Горизонт
- 1933 — Великий утешитель

## Архив
В Российском государственном архиве литературы и искусства хранится объёмный фонд Л. В. Кулешова и его жены, А. С. Хохловой, состоящий из 2156 единиц хранения за 1868—1972 годы. Основу фонда составляют материалы режиссёрской деятельности Кулешова: режиссёрские сценарии (в том числе, в соавторстве с М. Ю. Левидовым, В. Б. Шкловским), заметки, разработки фильмов, рукописи, эскизы, переписки, документы. Вторая часть фонда содержит материалы артистической и режиссёрской деятельности Хохловой, письма, литературные сценарии и др.